# Ketchup-effekten
Ketchup-effekten (originaltitel: Hip hip hora!) er en svensk ungdomsfilm fra 2004 instrueret af Teresa Fabik. Filmen havde premiere i Sverige den 30. januar 2004 og udkom i Danmark den 10. september samme år.

## Handling
Efter at hun har drukket for meget til en fest og besvimede, forsøger en 13-årig pige at redde sit omdømme, da afslørende fotos af hende dukker op på skolen.

## Medvirkende (i udvalg)
- Amanda Renberg som Sofie
- Björn Kjellman som Krister
- Ellen Fjæstad som Amanda
- Cecilia Ljung som Amandas mor
- Filip Berg som Sebastian
- Marcus Hasselborg som Mikael
- Carla Abrahamsen som Beatrice